# Eubelum garambae
Eubelum garambae is een pissebed uit de familie Eubelidae. De wetenschappelijke naam van de soort is voor het eerst geldig gepubliceerd in 1920 door Van Name.